# ダフネ・ギネス
ダフネ・ダイアナ・ジョーン・スザンナ・ギネス（Daphne Diana Joan Susanna Guinness、1967年11月9日 - ）は、イギリスとアイルランドの国籍をもつ芸術家。18世紀に今日まで続くギネスのビール製法を発明したアーサー・ギネスの直系の子孫、資産継承者のひとり。

## 生い立ち
父第3代モイン男爵ジョナサン・ギネス (Jonathan Guinness, 3rd Baron Moyne) は、ダイアナ・ミットフォード・モズレー (Diana Mitford Mosley) と第2代モイン男爵ブライアン・ギネスの長男であった。ダイアナは第2代リーズデイル男爵デヴィッド・フリーマン＝ミットフォードの娘であり、有名なミットフォード姉妹のひとりであった。ダフネの母は、父ジョナサンの2番目の妻で、スペインのカダケスや、パリで育ったスザンヌ・リズニー（Suzanne Lisney、? - 2005年）で、彼女自身が芸術家であるとともにマン・レイやサルバドール・ダリのミューズでもあった。ダフネは13歳のとき、父とその愛人スーザン・"シュー"・テイラー (Susan "Shoe" Taylor) の間に3人の子どもたちがいて、彼らが自分の半きょうだい（half-siblings：異母きょうだい）に当たることを知った。
ダフネの祖母であるジ・オナラブル・ダイアナ・ミットフォードは、ブライアン・ウォルター・ギネスと最初の結婚をした。ミットフォードはギネスと離婚した後、イギリスファシスト連合の指導者サー・オズワルド・モズレーと結婚した。ダフネ自身の弁によれば、1980年に英国放送協会 (BBC) のニュースで流れたモズレーの訃報を聞くまで、彼女はモズレーの政治的経歴についてまったく知らなかったという。
幼いころのジ・オナラブル・ダフネ・ギネスは、一家が構えるイングランドやアイルランドの地方の屋敷で育った。休暇はバルセロナに近いスペインの海岸の町カダケスの、18世紀の修道院跡の別荘で過ごし、その近くにはサルバドール・ダリやマン・レイも住んでいた。

## ファッション
ダフネ・ギネスは、ファッション界のアイコンとして言及されてきた。ニューヨーク州立ファッション工科大学 (FIT) の博物館長ヴァレリー・スティールの求めに応じ、映画、モデルなどの活動で披露してきた衣装類100点ほどを展示する展覧会が開かれたが、ギネスはその準備のために2年の歳月を要した。ギネスの周囲には、カール・ラガーフェルドや、NARS、MAC、Akris、ガレス・ピュー (Gareth Pugh)、フィリップ・トレーシーなど、ファッション界の著名人や企業など多数が取り巻いており、ギネスはあるいはアーティストとして、あるいはモデルとして、ないしはその両方として彼らと様々な仕事をした。
ギネスの盟友としても最もよく知られていたのは、デザイナーのアレキサンダー・マックイーンであった。マックイーンが自殺したと公表された当日、チャリティ・イベントでランウェイに立つことになっていたギネスは、ベールを被って弔意を表した。
ギネスは、様々なものを創作、発明しており、その多くは甲冑への彼女の執心から着想されたものである。ギネスはスキニーパンツと、プラットフォーム・パンプスの愛好者としても知られている。ギネスは、自分が身につけたり、買いたいと思うぴったりとしたものが見つからないときには、ファッションのみならず、宝飾品や香水も、自分でデザインした。彼女自身の弁によると、2010年だけで100点以上を創作したという。
1994年、ギネスはインターナショナル・ベスト・ドレッサーの殿堂 (International Best Dressed Hall of Fame) に入った。2010年には、『Tatler』誌の「ベスト・ドレッサー・トップ10」のリストに入った。2011年、ギネスはMAC化粧品のためにメイクアップ用品のラインを創作した。2011年1月、トム・フォードの依頼を受けたギネスは、彼がデザイナー復帰を飾った婦人服のショーのエンディングに登場した。

### インスピレーション、ミューズとして
ダフネ・ギネスは、徹底的に洗練されたスタイルとエレガンスによって、若い女性たちにインスピレーションを与えることを追及している。レディー・ガガもそうしたインスピレーションを受け取っているひとりであり、ファッション情報サイト「Showstudio.com」から発信されたインタビューにおいて、『ニューヨーク・タイムズ』紙のキャシー・ホリン (Cathy Horyn) が、イザベラ・ブロウ (Isabella Blow) やダフネ・ギネスから何らかの影響を受けたのかと尋ねたのに対し、レディー・ガガは次のように答えている。「イザベラとダフネは、ふたりとも特別な人間、女性、アイコンだわ。それ以上よ！彼女たちは、私が自分自身の内面を見つめる手助けをしてくれたの。彼女たちの生き方や人格をよくよく調べて、私は自分のことがよりよく分かったの。ダフネは、イザベラと同じように、私にとってインスピレーションの大きな源よ。私は彼女たちの生き方が大好き。ふたりともよ。私たちはまるで、同じ布から切り出されたような存在なの。」

## 芸術の後援者
ギネスは、これまで多数の慈善事業に関わってきた。
災害被災者の支援資金を集めることを目的とした、ナオミ・キャンベルによる「Naomi Campbell’s Fashion for Relief」のショーには、2回出演している。同様に、2008年4月には、自身の衣装の一部をオークションに出し、すべての売上を、家庭内暴力など国内外における女性の権利問題に取り組むイギリスの慈善団体ウーマンカインド・ワールドワイド (Womankind Worldwide) に寄附した。
ギネスは、2007年に自殺した友人イザベラ・ブロウの衣装すべてを、2010年6月に購入した。この衣装一式は、クリスティーズでオークションに掛かる運びとなっていたものを、その前にギネスがすべて買い取ったのである。この購入について、ギネスは「実際、いろいろな意味で、このオークションは単なる衣装の販売にはならないの。イッシーの遺したものを売ってしまうなら、死肉をあさるカラスたちが群がって、彼女のエッセンスは永遠に奪わてしまうわ。」と語ったとされる。その後、ギネスは、精神疾患の患者を支援する基金を創設して、この衣装をセントラル・セント・マーチンズで展示し、オンラインでも公開した。ギネスはまた、2012年にオークションをおこない、イザベラ・ブロウ財団 (the Isabella Blow Foundation) のために744,285ドルを集めた。2013年11月には、ロンドンのサマセット・ハウスで、「Isabella Blow: Fashion Galore」と題された公式展示が開催された。

## 芸術
ダフネ・ギネスはアーティスト、女優、ミューズ、モデル，コレクター、デザイナーなど、様々な役割を果たしてきた。ギネスは、彼女の美しさに魅了され、芸術的パフォーマンスを求めた数多くの写真家たちのミューズとなってきた。マドンナやレディー・ガガなどの有名人を撮影してきたスティーヴン・クラインは、イタリア版『ヴォーグ』の表紙のために、ギネスを2度にわたって起用した。ギネスは1度目には、ロマン・ガリーの『ペルーの鳥 (Les Oiseaux vont mourir au Perou)』のジーン・セバーグに扮し、2度目はアラン・レネの名作『去年マリエンバートで』のデルフィーヌ・セイリグになりきった。
デビッド・ラシャペルは、ギネスの長年にわたる友人、共同作業者であり、マイバッハの広告キャンペーンを手がけた際、複雑に構成されたマイバッハ・ツェッペリン・モデルの広告写真2点に、ギネスを登場させた。別の機会にラシャペルと仕事をしたときには、ギネスは6時間も水槽に入り、一度に2分も潜水して、水中での姿を撮影し、有名な「水中のダフネ・ギネス (Daphne Guinness in Water)」などが撮られた。
彼女は「Return to Eden」というシリーズにも登場しているが、この作品はまだ公表されていない。
2011年9月、ニューヨークのメトロポリタン美術館で開催されたアレキサンダー・マックイーンの展覧会『Savage Beauty』には50万人以上の観覧者が訪れた。その直後、ニューヨーク州立ファッション工科大学 (FIT) 博物館では、ギャラリーの丸々ひとつを使って、百点ほどのダフネの最も重要な作品群を展示した。
2012年1月31日、Styleite.com は、ギネスが、美術品多数が配された彼女のニューヨーク五番街のアパートメントを1400万ドルで売りに出した、と報じた。
2011年、ギネスは（ミュージシャンでもある）写真家ブライアン・アダムスの撮影で、『Zoo Magazine』の表紙を飾った。

## 映画

### 制作者
ダフネ・ギネスは、3本の短編映画の制作や編集に関わったことがある。
- 『Cashback』は、2006年の第78回アカデミー賞において、短編実写映画賞にノミネートされ、それをきっかけに長編版『フローズン・タイム (Cashback)』が制作された。ギネスは、写真家ショーン・エリスのために、この短編映画の制作者（プロデューサー）となった[1]。

- 『The Phenomenology of Body』は、過去数千年の女性の衣装の進化を賛える作品で、ニューヨークタイムスのサイトで公開された[24]。

- 『Mnemosyne』は、ギネスがコム・デ・ギャルソンの求めに応じて創作した香水「Daphne」について制作した「反コマーシャル (anti-commercial)」作品。単なる商品の広告物ではなく、自立した表現となっており、ウェビー賞にノミネートされるなど、それ自体が注目を集めた。

### 演技者
- 2011年、ギネスはジョー・ラリー ( Joe Lally) の映画『The Murder of Jean Seberg（仮訳：ジーン・セバーグの殺害）』に出演した[25]。セバーグは悲劇的な生涯を送ったアメリカ合衆国の女優で、ジャン＝リュック・ゴダールのミューズであり、一時はフランスの作家ロマン・ガリーの妻であった。セバーグは、政治的には、ブラックパンサー党に肩入れしていた[26]。

- 2011年12月、ギネスは、SHOWstudio.com のニック・ナイト (Nick Knight) によって、36時間にわたって録画をし続けながら写真を撮影され、そこから5本の短編映画が制作され、パリの百貨店プランタンのウィンドウで上映された。この一連の作品の中で、ギネスはソプラノでオペラのアリアを歌い、公の場での音楽家としてのデビューを果たした。

- 2011年末、写真家であるマルクス・クリンコ (Markus Klinko) とインドラーニ (Indrani)、ギネス、スタイリストのGKリード (GK Reid) は、中国の古い伝説（白蛇伝）に基づいた映画『The Legend of Lady White Snake』を制作し、作中でギネスは複雑な中心人物であるレディ・ホワイト・スネイクを演じた[27]。この映画における彼女の台詞は、ベルナール＝アンリ・レヴィが書いたものである[28]。

## 音楽
2013年、ギネスは「Fatal Flaw」と題された、ニック・ナイトが監督した音楽ビデオをリリースした。

## 私生活
1985年、ギネスはニューヨークへ移り住み、姉キャサリン (Catherine) の交友関係を「相続」することになった。こうしてギネスは、姉が長年個人秘書を務めていたアンディ・ウォーホルと知り合うことになった。1987年、ギネスは海運王スタブロス・ニアルコスの次男スピロス・ニアルコス (Spyros Niarchos) と結婚した。夫妻は3人の子どもをもうけた。1999年に離婚した際にギネスが受け取った慰謝料の総額は公表されなかったが、それはギネスが相続していた財産に、さらに加算されることとなった。
ギネスは、ロンドンとマンハッタンで、3人の子どもたち、ニコラス・スタブロス・ニアルコス（Nicolas Stavros Niarchos、1989年生）、レックス・スピロス・ニアルコス（Lex Spyros Niarchos、1991年生）、イネス・ソフィア・ニアルコス（Ines Sophia Niarchos、1995年生）とともに暮らしている。
ギネスは自身について、決して「エキセントリック (eccentric)」なわけではないとして次のように述べている。「私はこの言葉が嫌い...何も意味しないじゃない。狂ってるってほのめかすだけの、空っぽの言い方だわ。何なら「ボヘミアン」って言い換えたらどうかしら、どうしてもレッテル貼りしたいならね。」